# 米国消費者製品安全委員会
アメリカ合衆国消費者製品安全委員会（あめりかがっしゅうこくしょうひしゃせいひんあんぜんいいんかい、the U.S. Consumer Product Safety Commission、CPSC）は、アメリカ合衆国の米国消費者製品安全法（Consumer Product Safety Act、連邦法）に基づき設立された、法的権限を持つ大統領直属の独立政府機関。

## 業務
主に家電製品やコンピュータ、子供用品関連について、各種ガイドラインを作成し、リコールや改修の監査、契約の正当性、品質や機能/性能の担保、米国内の消費者の利権を確保し不条理なリスクから保護する事を目的とする。
また輸入製品に対する安全基準や規格（CPSC規格）の策定、リコールや改修の勧告も行い、しばしば米国議会や米国産業、米国消費者に配慮した政治的判断を下すことがある。
担当の大部分を海外企業の製品が占める事や消費者の関心の高い市場の為、国内消費者や国内業界団体のロビー活動も盛んであり、米国内の感情に配慮した判断が多い。特に近年好調なソフトウェア産業や電子デバイス、デジタルコンテンツ市場の台頭や輸出入品の増大により、存在感を増している。だが、現在の職員数は、以前より少なく、予算不足のため特に中国製品の安全性問題に対応できないでいる。そのため機能強化の法案の提出が行われた。